# Prašník
Prašník este o comună slovacă, aflată în districtul Piešťany din regiunea Trnava. Localitatea se află la altitudinea de 189 m deasupra n.m., se întinde pe o suprafață de 27,88 km2 și în 2017 număra 854 de locuitori.

## Istoric
Localitatea Prašník este atestată documentar din 1958.

## Demografie
| An:                | 1994 | 2004   | 2014   | 2024   |
| ------------------ | ---- | ------ | ------ | ------ |
| Număr de persoane: | 896  | 851    | 854    | 823    |
| Diferență:         |      | −5,02% | +0,35% | −3,62% |

| An:                | 2023 | 2024   |
| ------------------ | ---- | ------ |
| Număr de persoane: | 812  | 823    |
| Diferență:         |      | +1,35% |